# Lauren London
Pour les articles homonymes, voir London.
Lauren London est une actrice et mannequin américaine née le 5 décembre 1984 à Los Angeles.

## Biographie
Elle est la fille unique d'une mère afro-américaine et d'un père juif. Son père a abandonné le foyer alors qu'elle n'avait que 4 ans. Après un court moment à la Palisades High School, Lauren eut des cours à domicile, et garda son temps libre pour auditionner pour des rôles dans des films, des clips vidéos (Tyrese Gibson, Ludacris, Pharrell, Ne-Yo & Snoop Dogg) ou des pubs.
Elle connaît le rappeur Lil Wayne depuis ses 15 ans car ils ont grandi dans la même ville (Nouvelle-Orléans), ils ont eu une relation amoureuse. Elle est également la mère du troisième fils du rappeur, Kameron né le 9 septembre 2009 alors qu'ils étaient à l'époque séparés.
À partir de 2013, elle est en couple avec Nipsey Hussle. Le 31 août 2016, leur fils Kross Asghedom est né. Hussle et London se sont brièvement séparés en 2017 avant de se remettre ensemble jusqu'à son assassinat, le 31 mars 2019.
Elle est le visage de la marque de vêtements (Sean John) de P. Diddy.

## Filmographie

### Cinéma
- 2006 : ATL : New New
- 2007 : This Christmas : Melanie 'Mel' Whitfield
- 2009 : Next Day Air de Benny Boom : Ivy
- 2009 : I Love You, Beth Cooper : Cameron "Cammy" Alcott
- 2011 : Madea's Big Happy Family (film) de Tyler Perry : Renee
- 2013 : Destination Love (Baggage Claim) : Sheree Moore
- 2021 : Sans aucun remords (Without Remorse) de Stefano Sollima : Pam Kelly
- 2023 : You People de Kenya Barris (en)

### Télévision

#### Série
- 2006 : Tout le monde déteste Chris (Everybody Hates Chris) : Monay
- 2007 : Entourage : Kelly
- 2008-2009 : 90210 : Christina Worthy
- 2011 : Reed Between the Lines : Jentrey
- 2011-2012 : Single Ladies : Shelley
- Depuis 2019 : Games People Play : Vanessa King

#### Téléfilm
- 2018 : Un Noël rouge comme l'amour (Poinsettias for Christmas) de Christie Will Wolf : Patty Mason

### Vidéos musicales
- 2002 : From tha Chuuuch to da Palace, de Snoop Dogg et Pharrell Williams
- 2002 : Signs of Love Makin, de Tyrese
- 2003 : Stand Up, de Ludacris et Shawnna
- 2003 : Frontin, de Pharrell Williams et Jay-Z
- 2004 : Drop It Like It's Hot, de Snoop Dogg et Pharrell Williams
- 2006 : That Girl, de Pharrell Williams, Charlie Wilson et Snoop Dogg
- 2006 : What You Know, de T.I.
- 2007 : Drivin' Me Wild, de Common et Lily Allen
- 2008 : Miss Independent, de Ne-Yo
- 2019 : Good Form, de Nicki Minaj

## Distinctions
- Nomination au prix du meilleur second rôle féminin lors des Black Movie Awards en 2006 pour ATL.